# Hilvarenbeek
Hilvarenbeek  è una municipalità dei Paesi Bassi di 14 984 abitanti situata nella provincia del Brabante Settentrionale.

## Aree naturalistiche
- Parco safari di Beekse Bergen